# Abbas Mirza Sharifzade
Abbas Mirza Sharifzade (en azerí: Abbas Mirzə Şərifzadə) fue actor, director de cine y de teatro de Azerbaiyán y Artista del pueblo de la RSS de Azerbaiyán.

## Biografía
Abbas Mirza Sharifzade nació el 22 de marzo de 1893 en Şamaxı en la familia de profesor. En 1902 su familia se trasladó a Bakú por el terremoto en Şamaxı.
Desde 1908 Abbas Mirza comenzó su carrera en el escenario profesional. Por primera vez en el escenario, interpretó el papel en la última comedia del dramaturgo francés Molière, “El enfermo imaginario”. Huseyn Arablinski, el fundador de arte teatral profesional de Azerbaiyán, tuvo gran influencia en la actividad de Sharifzade. Hasta 1910 Abbas Mirza actuó en los grupos teatrales. Él realizó visitas para actuar en Azerbaiyán, Asia Central, Cáucaso norte, Región del Volga, Irán. El 6 de octubre de 1926 Abbas Mirza Sharifzade se convirtió en director general del Teatro de Ópera y Ballet Académico Estatal de Azerbaiyán. En este teatro puso en escena muchas obras – “Asli y Karam” de Uzeyir Hajibeyov, “Ashiq Qarib” de Zulfugar Hajibeyov, “Shakh Ismail” de Muslim Magomayev. Además de teatro, Sharifzade interesó al cine. Por primera vez, en 1916 protagonizó en la película rusa “Князь Темир-Булат”. También dirigió los largometrajes y documentales.
El 4 de diciembre de 1937, Abbas Mirza Sharifzade fue detenido en su casa por la Gran Purga. El 16 de noviembre de 1938 el actor murió. Abbas Mirza Sharifzade fue rehabilitado en 1955, después de muerte de Iósif Stalin.

## Filmografía
- ”Azərbaycana səhayət” (Un viaje a Azerbaiyán) - 1924
- ”Bismillah” – 1925
- “Shakhsei-vakhsei” - 1929
- ”Haji Gara” – 1929
- ”Məhəbbət oyunu” (El juego de amor) - 1935

## Galería

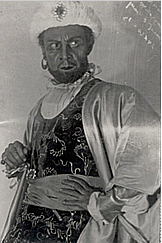
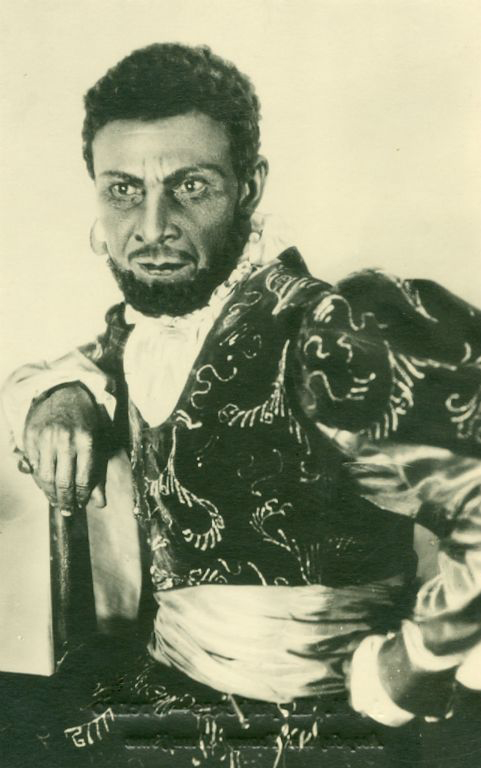
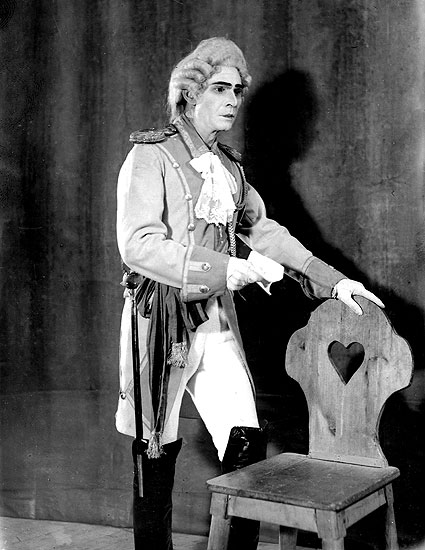
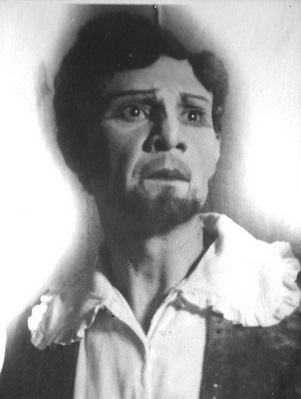
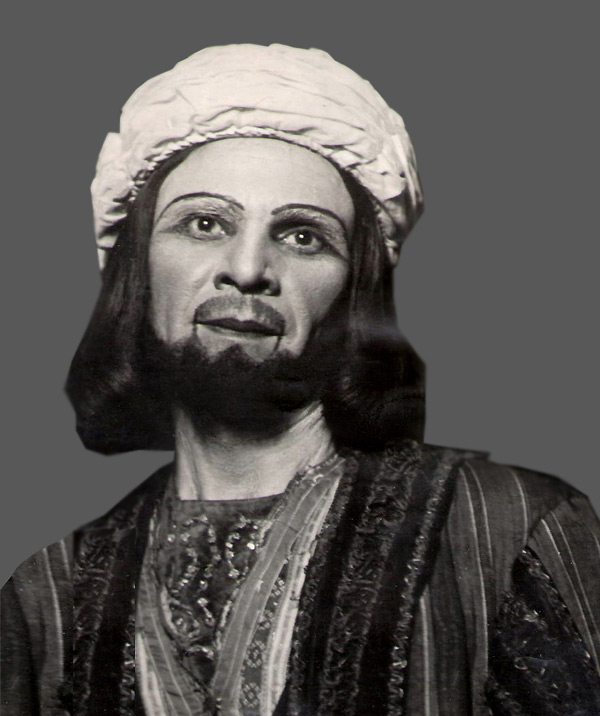
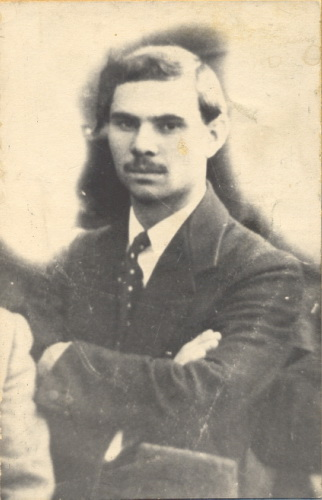

## Premios y títulos
- Artista de Honor de la RSS de Azerbaiyán (1928)
- Artista del Pueblo de la RSS de Azerbaiyán (1936)